# Tony Yoka
Tony Victor James Yoka (28 de abril de 1992) é um pugilista francês, medalhista olímpico. 

## Carreira
Tony Yoka competiu na Rio 2016, na qual conquistou a medalha de ouro no peso superpesado.

### Suspensão
Foi sancionado em 5 de julho de 2018 pela Agência antidopagem francesa a um ano de suspensão do esporte por infringir a regra de não estar disponível em três ocasiões para submeter-se a exames surpresa.